# Ernst Lubitsch
Ernst Lubitsch (Berlín, 29 de enero de 1892-Los Ángeles, California; 30 de noviembre de 1947) fue un director de cine judío-alemán, nacido en Alemania, naturalizado ya en 1933 estadounidense, a donde había emigrado. Su versatilidad como cineasta fue notable, dominando la comedia, el drama, la tragedia, la farsa y el espectáculo.

## Biografía
Lubitsch nació en 1892 en Berlín. Era hijo de Simón Lubitsch, dueño de una próspera sastrería, cuya familia tenía raíces judías askenazis, y que había nacido en Grodno; su madre nació en Wriezen (Oder), fuera de Berlín. Simón quiso orientar a Ernst hacia el negocio familiar. 
Estudió Lubitsch en el instituto Sophien de Berlín, pero desde adolescente hizo funciones teatrales. A los 16 años empezó a trabajar como actor, aunque ayudaba a su padre. Es más, sin alcanzar los veinte años, comenzó a actuar en el teatro de Max Reinhardt desde 1911 (el Deutsches Teather); y ya hizo con esa compañía el papel de Wagner del Fausto, que circuló con la compañía por Londres, París y Viena. En 1912 entró en el cine como atrecista del Bioscope.
En 1913 creó un personaje cómico judío para diferentes cortometrajes que escribió y dirigió. Desde 1914 hasta 1922, rodó cerca de cincuenta filmes de distinto metraje. Hizo su primer viaje a Estados Unidos en 1921, y asistió al rodaje de Las dos huérfanas, de Griffith. 
En Estados Unidos continuó luego una brillante carrera, tanto en cine mudo como en sonoro, desde 1922. Destacaría especialmente en el género musical, y lo mejor de su obra serán las películas de comedia.
Fue supervisor de la Paramount, lo que aprovechó para ofrecer su primera oportunidad a jóvenes promesas que huían de Europa ante el antisemitismo nazi, como Billy Wilder y Otto Preminger.

## Obra
Ya había rodado con éxito, en 1918, Los ojos de la momia, Meyer de Berlín y Carmen (según Merimée); en 1919, La Princesa de las Ostras, Madame Du Barry (con gran aceptación) y La muñeca; en 1920, Romeo y Julieta, Las hijas del cervecero, Sumurun (donde actuaba) y Ana Bolena. Al año siguiente rodó El gato montés y La mujer del faraón, cuyo gran éxito le valió ir a California. Fue muy entrevistado y habló muy bien de Chaplin. Al regresar a Berlín, y hastiado del cine histórico, hizo un drama de cámara Montmartre (Die Flamme, 1922).
Se trasladó a los Estados Unidos a la edad de 30 años, como un maestro consumado. Sus cuatro primeros largometrajes obtuvieron un notable éxito, por lo que la actriz Mary Pickford le propuso un contrato en Hollywood. Del primero destacan en 1923, Rosita; en 1924, Los peligros del flirt y La frivolidad de una dama; en 1925 Divorciémonos y especialmente una obra maestra por su sutileza, El abanico de Lady Windemere. En 1928, rodó El patriota e hizo su último filme silencioso en 1929: Amor eterno, romántico y bello visualmente.
| «A veces he hecho películas que no alcanzaban el nivel que me exijo, pero es que lo único que se puede decir de un mediocre es que toda su obra alcanza el nivel que se exige». |

Luego, hasta su nacionalización en 1933, hizo Montecarlo (1930), El teniente seductor (1931); un drama antibelicista, Remordimiento (1932), que se considera obra maestra; y otras comedias, como Una hora contigo, Un ladrón en la alcoba, Si yo tuviera un millón (episodio), todo en 1932, y al año siguiente Una mujer para dos.
Formó parte del modelo star-system de Hollywood. Una vez en Estados Unidos, se consagró con la llamada «comedia refinada» de la que se le considera fundador. En este mismo subgénero (dentro de la comedia americana clásica), dirigió la famosa sátira propagandista contra la absurda rigidez soviética Ninotchka (1940), y más tarde la mordaz sátira antinazi Ser o no ser (1943), pero trenzada con su esquema del engaño amoroso matrimonial, que fue su guía. Después rodó El diablo dijo no (1943), El pecado de Cluny Brown (1946) y La dama del armiño (1948), que ya no pudo concluir.
Su obra se ha caracterizado por un modo irónico especial, el llamado «toque Lubitsch», que usaba no solo para saltarse la censura, sino también para complicar la trama, para divertirse, para hacer ambiguas las situaciones. Nadie lo ha definido de un modo muy concreto, porque no existe, decía él. Un ejemplo de este método estaría en Trouble in paradise (1932) en el que se nos permite intuir una infidelidad con puertas que se abren y cierran. Se ha dicho que ese toque es un modo de narrar que posee «los sutiles ingredientes de la ironía, el pathos, la amargura y la risa, todos en uno; muy a menudo es el sarcasmo más anímico que visual que brota de una situación imposible que pueda degradar al héroe o descalificar al genio». Ese modo de narrar con ambigüedad política es lo que le permitió eludir la censura y hasta poder, incluso, hacer propaganda a favor del régimen estadounidense y su statu quo.

## La estética de Lubitsch

### Los guiones
Lubitsch simplemente rodó una única película en que el guion era original suyo (Ser o no ser). El resto han sido adaptaciones normalmente a partir de obras de teatro. Su preferencia en autores eran los húngaros que escribían dramas como por ejemplo Laszlo Aladar (Trouble in Paradise) o Melchior Lengyel (Ange, Ninotchka). Pero aun así, su guionista favorito fue Samson Raphaelson quien comentó que a Lubitsch le gustaba improvisar mientras escribía. 
También tuvo influencia de los escritores alemanes como Hans Müller, Leopold Jacobson y Felix Dortman, a partir de la novela The Smiling Lieutenant, y franceses como Léon Xanrof y Jules Chancel The Love Parade.

### La música
La música es un elemento realmente importante en las películas de Lubitsch, ya que acompaña a la palabra. Para muchas de sus películas mudas, Lubitsch ordenó componer partituras únicas para ellas, aunque muchas de estas se han perdido. 
En Angel, el uso de la música es especialmente importante. Debido a la improvisación melódica del violinista, la noche en la que se encuentran Lady Baker y Anthony Halton precipita la acción: Baker la toca en el piano haciéndole creer a su marido que es una composición propia, pero este escucha por teléfono como Halton también la toca. 
Oscar Straus es un autor de óperas que también forma parte de los compositores que participan en las películas de Lubitsch. De hecho, Lubitsch inició con una versión cinematográfica de una de sus óperas del año 1907 (The Smiling Lieutenant) y más tarde contactará con él para que le componga la música de One Hour With You. 
Friedrich Hollaender es un compositor alemán quien redactará la partitura de Desire y de Angel. 
Para terminar, Werner R. Heymann, un músico más oscuro, pero que se prestaba bastante bien al lenguaje cinematográfico, compondrá la música para cuatro películas de Lubitsch que son: Ninotchka, The shop around the corner, That uncertain feeling y Ser o no ser.

## Toque Lubitsch
Se denomina «toque Lubitsch» la «habilidad que tenía el cineasta alemán de sugerir más de lo que mostraba». Consiste en la inteligencia del espectador, ya que el director sugiere un concepto y es el espectador quien llega a imaginarlo mediante esta sugerencia.
El «toque Lubitsch» era un concepto que muchas personas conocían, pero que nadie lograba explicar. Tan solo Ernst Lubitsch sabía en qué consistía exactamente. 
Este recurso, denominado «toque Lubitsch», consiste en una composición de argumento elegante y sofisticado que acababa dirigiéndose hacia la ironía. Se caracteriza por su capacidad de sugerir aquello que no podía mostrar de forma explícita, obligando así al espectador a imaginar lo que el propio Lubitsch está queriendo mostrar. El objetivo era evitar que sus películas fueran censuradas, por lo que subyacía un erotismo muy sutil, que le proporcionaban a las películas una apariencia ligera, pero en el fondo tenían un gran compromiso tanto moral como social. 
Un claro ejemplo donde se aprecia el «toque Lubitsch» es en Ser o no ser (1943), película en la que Lubitsch contó las peripecias de una compañía de teatro en la Varsovia ocupada por los nazis.

## Filmografía
| Título en España                                   | Título en original                          | Año  |
| -------------------------------------------------- | ------------------------------------------- | ---- |
| Fräulein Seifenschaum                              | Fräulein Seifenschaum                       | 1914 |
| Aufs Eis Geführt                                   | Aufs Eis Geführt                            | 1915 |
| Zucker Und Zimt                                    | Zucker Und Zimt                             | 1915 |
| Blindekuh                                          | Blindekuh                                   | 1915 |
| Der Gemischte Frauenchor                           | Der Gemischte Frauenchor                    | 1915 |
| Robert und Bertram, die lustigen Vagabunden        | Robert und Bertram, die lustigen Vagabunden | 1915 |
| Sein Einziger Patient                              | Sein Einziger Patient                       | 1915 |
| Der Kraftmeyer                                     | Der Kraftmeyer                              | 1915 |
| Der Letzte Anzug                                   | Der Letzte Anzug                            | 1915 |
| Als Ich Tot War                                    | Als Ich Tot War                             | 1915 |
| Cuando yo estaba muerto                            | Wo ist mein Schatz?                         | 1916 |
| El palacio de calzado Pinkus                       | Schuhpalast Pinkus                          | 1916 |
| Das Schönste Geschenk                              | Das Schönste Geschenk                       | 1916 |
| La mamá de los perritos                            | Der G.M.B.H.-Tenor                          | 1916 |
| Seine Neue Nase                                    | Seine Neue Nase                             | 1916 |
| Keiner Von Beiden                                  | Keiner Von Beiden                           | 1916 |
| The Merry Jail                                     | Das fidele Gefängnis                        | 1917 |
| The Blouse King                                    | Der Blusenkönig                             | 1917 |
| La niña de los millones                            | Wenn vier dasselbe tun                      | 1917 |
| Käsekönig Holländer                                | Käsekönig Holländer                         | 1917 |
| Ossi's Tagebuch                                    | Ossi's Tagebuch                             | 1917 |
| Prinz Sami                                         | Prinz Sami                                  | 1917 |
| Carmen                                             | Carmen                                      | 1918 |
| Pasajero sin billete                               | Der Rodelkavalier                           | 1918 |
| La bailarina del antifaz                           | Das Mädel Vom Ballett                       | 1918 |
| No quiero ser un hombre                            | Ich Möchte Kein Mann Sein                   | 1918 |
| Der Fall Rosentopf                                 | Der Fall Rosentopf                          | 1918 |
| Los ojos de la momia                               | Die Augen Der Mumie Mâ                      | 1918 |
| Meyer Aus Berlin                                   | Meyer Aus Berlin                            | 1918 |
| La princesa de las ostras                          | Die Austernprinzessin                       | 1919 |
| La muñeca                                          | Die Puppe                                   | 1919 |
| Madame du Barry                                    | Madame du Barry                             | 1919 |
| Rausch                                             | Rausch                                      | 1919 |
| Madame DuBarry                                     | Madame DuBarry                              | 1919 |
| Mi mujer, artista de cine                          | Meine Frau, Die Filmschauspielerin          | 1919 |
| Ana Bolena                                         | Anna Boleyn                                 | 1920 |
| Las hijas del cervecero                            | Kohlhiesels Töchter                         | 1920 |
| Sumurun. Una noche en Arabia                       | Sumurun (One Arabian Night                  | 1920 |
| Romeo y Julieta                                    | Romeo Und Julia Im Schnee'                  | 1920 |
| El gato montés                                     | Die Bergkatze                               | 1921 |
| La mujer del faraón                                | Das Weib Des Pharao                         | 1922 |
| The Flame                                          | Die Flamme                                  | 1923 |
| Rosita, la cantante callejera                      | Rosita                                      | 1923 |
| Mujer, guarda tu corazón                           | Three Women                                 | 1924 |
| La frivolidad de una dama                          | Forbidden Paradise                          | 1924 |
| Los peligros del Flirt                             | The Marriage Circle                         | 1924 |
| Divorciémonos                                      | Kiss Me Again                               | 1925 |
| El abanico de Lady Windermere                      | Lady Windermere's Fan                       | 1925 |
| La locura del charlestón                           | So This Is Paris                            | 1926 |
| El príncipe estudiante                             | The Student Prince in Old Heidelberg        | 1927 |
| El patriota                                        | The Patriot                                 | 1928 |
| Amor eterno                                        | Eternal Love                                | 1929 |
| El desfile del amor                                | The Love Parade                             | 1929 |
| Montecarlo                                         | Montecarlo                                  | 1930 |
| Galas de la Paramount                              | Paramount On Parade                         | 1930 |
| El teniente seductor                               | The Smiling Lieutenant                      | 1931 |
| Remordimiento                                      | The Broken Lullaby                          | 1932 |
| Una hora contigo                                   | One Hour with You                           | 1932 |
| Si yo tuviera un millón                            | If I Had a Million                          | 1932 |
| Un ladrón en la alcoba                             | Trouble in Paradise                         | 1932 |
| Una mujer para dos                                 | Design for Living                           | 1933 |
| La viuda alegre                                    | The Merry Widow                             | 1934 |
| Angel                                              | Angel                                       | 1937 |
| La octava mujer de Barba Azul                      | Bluebeard's Eighth Wife                     | 1938 |
| Ninotchka                                          | Ninotchka                                   | 1939 |
| El bazar de las sorpresas                          | The Shop around the Corner                  | 1940 |
| Lo que piensan las mujeres                         | That Uncertain Feeling                      | 1941 |
| Ser o no ser                                       | To Be or Not to Be                          | 1942 |
| El diablo dijo no                                  | Heaven Can Wait                             | 1943 |
| El pecado de Cluny Brown                           | Cluny Brown                                 | 1946 |
| La dama del armiño (Finalizada Por Otto Preminger) | That Lady In Ermine                         | 1948 |

## Premios y distinciones
Premios Óscar
| Año  | Categoría                  | Película               | Resultado |
| ---- | -------------------------- | ---------------------- | --------- |
| 1929 | Mejor Director             | El patriota            | Nominado  |
| 1930 | Óscar a la mejor dirección | El desfile del amor    | Nominado  |
| 1944 | Mejor director             | El cielo puede esperar | Nominado  |
| 1947 | Óscar honorífico           | -                      | Ganador   |